# Litsea moupinensis
Litsea moupinensis är en lagerväxtart som beskrevs av Paul Lecomte. Litsea moupinensis ingår i släktet Litsea och familjen lagerväxter. Utöver nominatformen finns också underarten L. m. szechuanica.